# له دراز (دوراهان)
له دراز (بالفارسية: له دراز) هي قرية تقع في إيران في قسم درواهان الريفي. يقدر عدد سكانها بـ 171 نسمة .